# Riksmötet 2018/2019
Riksmötet 2018/19 var Sveriges riksdags verksamhetsår 2018–2019. Det påbörjades vid riksmötets öppnande den 25 september 2018 och pågick till fram till riksmötets öppnande 10 september 2019.

## Talmanspresidiet
| Talman             | Första vice talman | Andra vice talman           | Tredje vice talman   |
| Andreas Norlén (M) | Åsa Lindestam (S)  | Lotta Johnsson Fornarve (V) | Kerstin Lundgren (C) |
| ------------------ | ------------------ | --------------------------- | -------------------- |

### Val av talmän
Val av talmän ägde rum den 24 september. Valet av första vice talman skedde med acklamation.
| Kandidat       | Parti  | Röster |
| -------------- | ------ | ------ |
| Andreas Norlén | M      | 203    |
| Åsa Lindestam  | S      | 145    |
| Totalt         | Totalt | 348    |

| Kandidat                | Parti  | Röstomgång | Röstomgång | Röstomgång |
| Kandidat                | Parti  | 1          | 2          | 3          |
| ----------------------- | ------ | ---------- | ---------- | ---------- |
| Lotta Johnsson Fornarve | V      | 147        | 149        | 149        |
| Björn Söder             | SD     | 80         | 82         | 82         |
| Blanka röstsedlar       | –      | 121        | 116        | 117        |
| Totalt                  | Totalt | 348        | 347        | 348        |

Lotta Johnsson Fornarve valdes efter den tredje röstomgången.
| Kandidat          | Parti  | Röster |
| ----------------- | ------ | ------ |
| Kerstin Lundgren  | C      | 272    |
| Björn Söder       | SD     | 69     |
| Blanka röstsedlar | –      | 7      |
| Totalt            | Totalt | 348    |

## Händelser och beslut i urval

### 2018
- 9 september: Val till riksdagen.
- 24 september: Riksdagens första sammanträde. På dagordningen står upprop av riksdagsledamöterna och val av talmanspresidium. (se ovan)
- 25 september: Sveriges konung Carl XVI Gustaf öppnar riksmötet.[2] Öppnandet sker utan någon regeringsförklaring, då det föregåtts av en statsministeromröstning som resulterat i att Stefan Löfven fällts med 142 (S+V+MP) ja-röster och 204 (M+SD+C+KD+L) nej-röster. 3 ledamöter var frånvarande vid denna omröstning.[5]
- 2 oktober: Val av ledamöter i riksdagens samtliga utskott.[6]
- 9 oktober: Anmälan om presidier för riksdagens utskott samt EU-nämnden. Se nedan för mer detaljer.[7]
- 24 oktober: Miljöpartiets ena språkrör Gustav Fridolin annonserar sin avgång.[8]
- 14 november: Riksdagen avslår talmannens förslag att utse Ulf Kristersson till statsminister med 195 röster mot (S+C+V+L+MP) och 154 röster för godkännande (M+SD+KD).[9] Utfallet är det första i sitt slag sedan enkammarriksdagens införande 1971 och innebär att talmannen måste fortsätta regeringssonderingarna.[10]
- 15 november: Regeringen överlämnar sin budgetproposition för år 2019 till riksdagen.[11]
- 21 november: Riksdagen röstar igenom ett förbud mot att erkänna utländska barnäktenskap i Sverige.[12]
- 12 december: Riksdagen bifaller Moderaternas och Kristdemokraternas reservation mot Finansutskottets förslag att bifalla regeringens budgetproposition för år 2019 med 153 röster för (M+SD+KD), 141 röster mot (S+V+MP) och 48 avstående (C+L) .[13]
- 14 december: Riksdagen avslår talmannens förslag att utse Stefan Löfven till statsminister med 200 röster mot (M+SD+C+KD+L) och 116 röster för godkännande (S+MP). Vänsterpartiets med sina 28 riksdagsledamöter avstod i omröstningen.[14]

### 2019
- 18 januari: Riksdagen bifaller talmannens förslag att utse Stefan Löfven till statsminister med 115 röster för (S+MP) och 153 röster emot (M+SD+KD samt 1 ledamot från C) samt 77 ledamöter som avstår (V+L samt övriga ledamöter C) och 4 frånvarande.[15] Eftersom färre än hälften av riksdagens ledamöter röstade nej har riksdagen därmed godkänt talmannens förslag.[16]
- 21 januari: Regeringen Stefan Löfven II tillträder vid en särskild konselj för regeringsskifte.[16] Den komplicerade regeringsbildningen fullföljs tack vare Januariavtalet, en överenskommelse mellan Socialdemokraterna, Centerpartiet, Miljöpartiet och Liberalerna. Den politik regeringen ska föra presenteras för riksdagen i regeringsförklaringen.[17]
- 30 januari: Första partiledardebatten efter regeringsbildningen hålls.[16]
- 14 februari: Valnämnden meddelar att den avslutat behandlingen av samtliga överklaganden som gäller riksdagsvalet, och att valresultatet står fast.[18]
- Februari: Utskottet och EU-nämnden väljer vice ordförande. Formellt får utskotten utse så många vice ordförande som de anser att det behövs; för första gången sedan valet 2006 utses fler än en vice ordförande. Samtliga partier utom Sverigedemokraterna får någon eller några poster som vice ordförande.[19]
- 4–11 mars: Liberalerna ber riksdagsledamot Emma Carlsson Löfdahl att lämna sitt riksdagsuppdrag efter en mediegranskning om hennes kostnadsersättningar. Carlsson Löfdahl väljer den 11 mars att lämna Liberalerna, men sitter kvar i riksdagen som vilde.[20]
- 13 mars: Skatteavdraget för fackföreningsavgifter avskaffas. Beslutet var en del av Moderaternas och Kristdemokraternas budgetreservation som riksdagen röstade igenom i december 2018.[21]
- 27 mars: Riksdagsstyrelsen  beslutar att renovera Ledamotshuset vid Mynttorget, en av riksdagens fastigheter som rymmer många kontor för riksdagsledamöterna och deras staber.[22]
- 24 april: Statens servicecenter får ny roll i att erbjuda statlig service på lokal nivå.[23]
- 4 maj: Per Bolund tar över som språkrör för Miljöpartiet efter Gustav Fridolin.[24]
- 15 maj: Riksdagen utser Katarina Påhlsson och Per Lennerbrant till nya justitieombudsmän.[25]
- 16–28 maj: 42 ledamöter från Moderaterna begär att riksdagen ska rösta om en misstroendeförklaring mot socialförsäkringsminister Annika Strandhäll (S).[26] Bakgrunden var att Ann-Marie Begler skilts från uppdraget som generaldirektör för Försäkringskassan, och Strandhäll lämnat motstridiga uppgifter om orsaken till förflyttningen. Vid omröstningen den 28 maj röstar 172 ledamöter för en misstroendeförklaring (M+SD+KD+L), 113 mot (S+MP) och 59 avstod från att rösta (C+V) medan 5 ledamöter var frånvarande.[27][28] Eftersom färre än hälften av riksdagens ledamöter röstade nej har riksdagen därmed avslagit förslaget att uttala misstroende mot ministern..
- maj: Riksdagen uppmärksammar 100-årsjubileet av det första beslutet om allmän och lika rösträtt, som fattades den 24 maj 2019. Jubileet firas med utställningar i riksdagen och runt om i landet.[29][30][31]
- 4 juni: Riksdagen beslutar om lagändringar i plan- och bygglagen för att göra det lättare att få bygga altaner. Förslaget är ett av de första som bygger på Januariavtalet mellan regeringen, Centerpartiet och Liberalerna, och får därför ett visst utrymme i medierna trots att det har relativt begränsad samhällspåverkan.[32]
- 18 juni: Riksdagen beslutar om vårändringsbudgeten, vilken med stöd av regeringens samarbetspartier C och L samt stöd av V vinner över den övriga oppositionens budgetförslag. Därmed återställs en del, men långt ifrån alla, budgetförslag som M+KD drev igenom den 12 december 2018 (se ovan).[33]

## Särskilda debatter
Nästan hälften av alla debatter i kammaren gäller ärenden som riksdagen ska besluta om, så kallade ärendedebatter. Men det ordnas också debatter där inga beslut fattas. Nedan finns en sammanställning av dessa. Referensen innehåller länk till det riksdagsprotokoll där debatten finns dokumenterad.

### Allmänpolitiska debatter
| Datum           | Ref.   |
| --------------- | ------ |
| 16 oktober 2018 | [ 34 ] |
| 17 oktober 2018 | [ 35 ] |
| 18 oktober 2018 | [ 36 ] |

### Budgetdebatter
| Ämne                              | Datum            | Ref.   |
| --------------------------------- | ---------------- | ------ |
| Förslag till statsbudget för 2019 | 15 november 2018 | [ 37 ] |

## Riksdagens sammansättning
Se även: Riksdagsvalet i Sverige 2018
| 25 september 2018 t.o.m. 24 mars 2019                   | 25 september 2018 t.o.m. 24 mars 2019                   | 25 september 2018 t.o.m. 24 mars 2019                   | 25 september 2018 t.o.m. 24 mars 2019                   | fr.o.m. 25 mars 2019                                    | fr.o.m. 25 mars 2019                                    | fr.o.m. 25 mars 2019                                    | fr.o.m. 25 mars 2019                                    |
| ------------------------------------------------------- | ------------------------------------------------------- | ------------------------------------------------------- | ------------------------------------------------------- | ------------------------------------------------------- | ------------------------------------------------------- | ------------------------------------------------------- | ------------------------------------------------------- |
| En schematisk bild över mandatfördelningen i riksdagen. | En schematisk bild över mandatfördelningen i riksdagen. | En schematisk bild över mandatfördelningen i riksdagen. | En schematisk bild över mandatfördelningen i riksdagen. | En schematisk bild över mandatfördelningen i riksdagen. | En schematisk bild över mandatfördelningen i riksdagen. | En schematisk bild över mandatfördelningen i riksdagen. | En schematisk bild över mandatfördelningen i riksdagen. |
| F                                                       | Parti                                                   | PB                                                      | Mandat                                                  | F                                                       | Parti                                                   | PB                                                      | Mandat                                                  |
|                                                         | Socialdemokraterna                                      | S                                                       | 100                                                     |                                                         | Socialdemokraterna                                      | S                                                       | 100                                                     |
|                                                         | Moderaterna                                             | M                                                       | 70                                                      |                                                         | Moderaterna                                             | M                                                       | 70                                                      |
|                                                         | Sverigedemokraterna                                     | SD                                                      | 62                                                      |                                                         | Sverigedemokraterna                                     | SD                                                      | 62                                                      |
|                                                         | Centerpartiet                                           | C                                                       | 31                                                      |                                                         | Centerpartiet                                           | C                                                       | 31                                                      |
|                                                         | Vänsterpartiet                                          | V                                                       | 28                                                      |                                                         | Vänsterpartiet                                          | V                                                       | 28                                                      |
|                                                         | Kristdemokraterna                                       | KD                                                      | 22                                                      |                                                         | Kristdemokraterna                                       | KD                                                      | 22                                                      |
|                                                         | Liberalerna                                             | L                                                       | 20                                                      |                                                         | Liberalerna                                             | L                                                       | 19                                                      |
|                                                         | Miljöpartiet                                            | MP                                                      | 16                                                      |                                                         | Miljöpartiet                                            | MP                                                      | 16                                                      |
|                                                         |                                                         |                                                         |                                                         |                                                         | utan partibeteckning                                    | –                                                       | 1                                                       |
|                                                         | Totalt                                                  | Totalt                                                  | 349                                                     |                                                         | Totalt                                                  | Totalt                                                  | 349                                                     |

## Utskottspresidier
Listan avser presidiernas sammansättning som de meddelades den 9 oktober.
| Utskott | Ordförande                    | Vice ordförande         |
| ------- | ----------------------------- | ----------------------- |
| KU      | Hans Ekström (S)              | Marta Obminska (M)      |
| FiU     | Elisabeth Svantesson (M)      | Fredrik Olovsson (S)    |
| SkU     | Jörgen Hellman (S)            | Per Åsling (C)          |
| JuU     | Fredrik Lundh Sammeli (S)     | Andreas Carlson (KD)    |
| CU      | Emma Hult (MP)                | Larry Söder (KD)        |
| UU      | Hans Wallmark (M)             | Kenneth G. Forslund (S) |
| FöU     | Niklas Karlsson (S)           | Beatrice Ask (M)        |
| SfU     | Johan Forssell (M)            | Rikard Larsson (S)      |
| SoU     | Acko Ankarberg Johansson (KD) | Kristina Nilsson (S)    |
| KrU     | Christer Nylander (L)         | Vasiliki Tsouplaki (V)  |
| UbU     | Matilda Ernkrans (S)          | Roger Haddad (L)        |
| TU      | Jens Holm (V)                 | Anders Åkesson (C)      |
| MJU     | Kristina Yngwe (C)            | Maria Gardfjell (MP)    |
| NU      | Lars Hjälmered (M)            | Jennie Nilsson (S)      |
| AU      | Anna Johansson (S)            | Gulan Avci (L)          |

## Nyckelpersoner i partierna

### Partiledare
- S: Stefan Löfven
- M: Ulf Kristersson
- SD: Jimmie Åkesson
- C: Annie Lööf
- V: Jonas Sjöstedt
- KD: Ebba Busch Thor
- L: Jan Björklund
- MP: Isabella Lövin och Gustaf Fridolin, från 4 maj 2019 Per Bolund (språkrör)

### Gruppledare
- S: Anders Ygeman
- M: Tobias Billström
- SD: Mattias Karlsson
- C: Anders W. Jonsson
- V: Mia Sydow Mölleby
- KD: Andreas Carlson
- L: Christer Nylander
- MP: Jonas Eriksson

### Partisekreterare
- S: Lena Rådström Baastad
- M: Gunnar Strömmer
- SD: Richard Jomshof
- C: Michael Arthursson
- V: Aron Etzler
- KD: Peter Kullgren
- L: Maria Arnholm
- MP: Amanda Lind, från 4 maj 2019 Märta Stenevi[40]